# Obora (district de Tachov)
Pour les articles homonymes, voir Obora.
Obora (en allemand : Thiergarten) est une commune du district de Tachov, dans la région de Plzeň, en République tchèque. Sa population s'élevait à 160 habitants en 2022.

## Géographie
Obora se trouve dans la forêt du Haut-Palatinat, un massif montagneux qui sépare l'Allemagne de la République tchèque, à 8 km à l'ouest-nord-ouest de Tachov, à 61 km à l'ouest de Plzeň et à 140 km à l'ouest-sud-ouest de Prague.
La commune est limitée par Halže au nord et à l'est, par Milíře et Lesná au sud, et par Bärnau (Allemagne) à l'ouest.

## Histoire
La première mention écrite de la localité date de 1660.

## Administration
La commune se compose de deux sections :
- Obora ;
- Dolní Výšina.

## Transports
Par la route, Obora se trouve à 9 km de Tachov, à 71 km de Plzeň et à 164 km de Prague. 

## Galerie

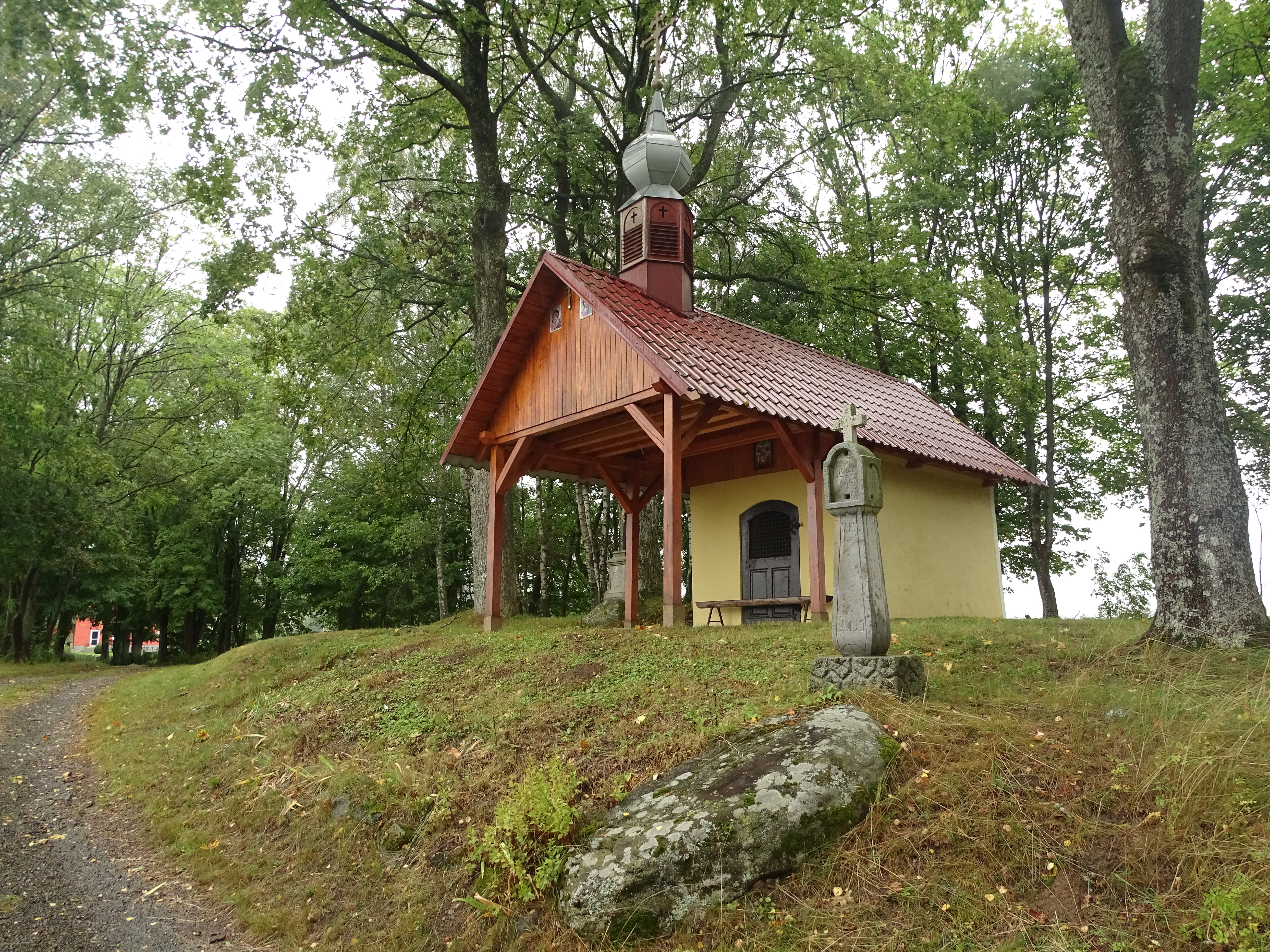
Chapelle à Obora.
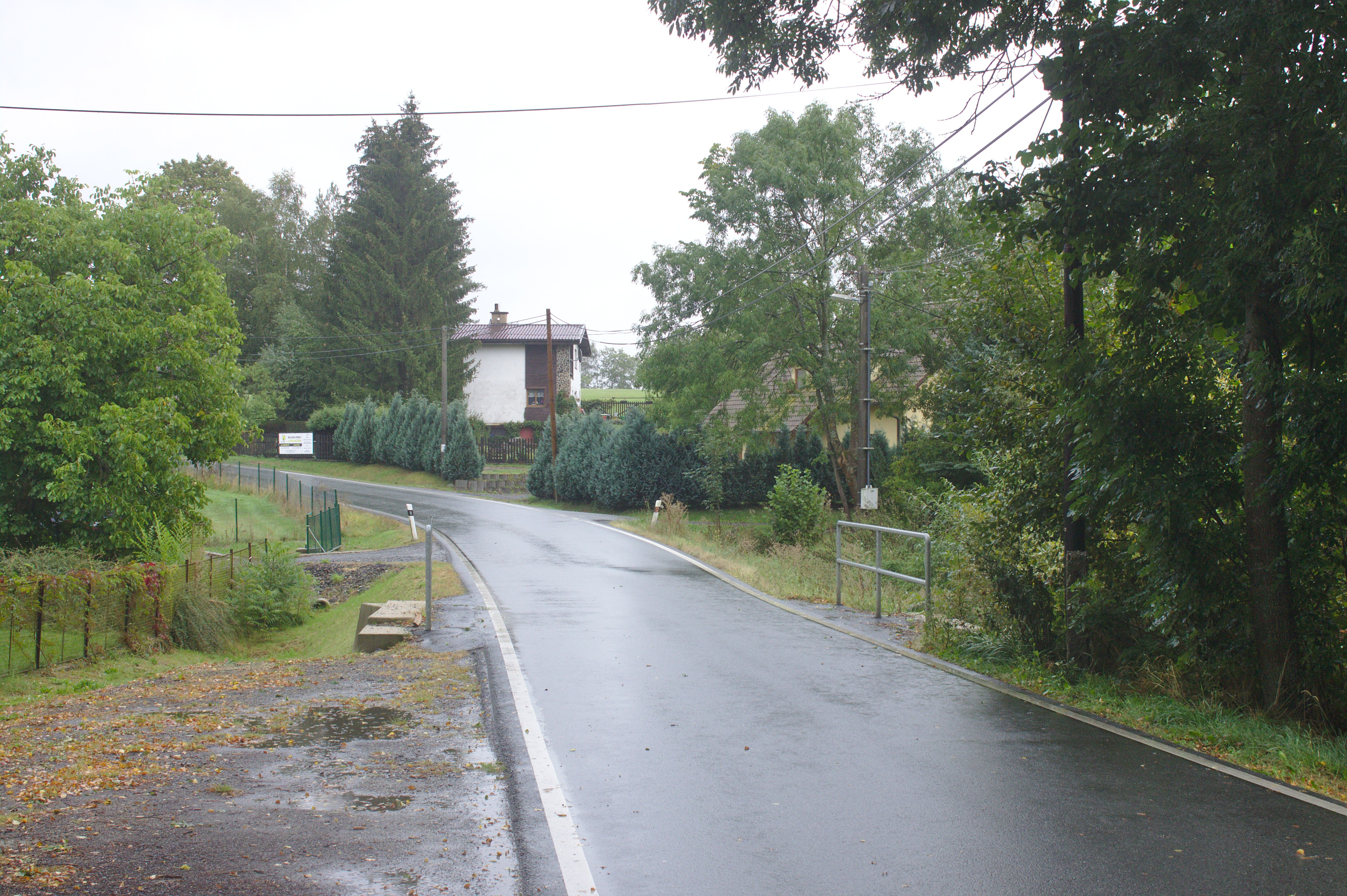
Une rue de Horní Výšina.